# Тея (муниципалитет)
Тея (исп. Teya) — муниципалитет в Мексике, штат Юкатан, с административным центром в одноимённом посёлке. Численность населения, по данным переписи 2010 года, составила 1977 человек.

## Общие сведения
Название Teya c майянского языка можно перевести как: место, где растёт саподилья.
Площадь муниципалитета равна 78 км², что составляет 0,2 % от площади штата, а наивысшая точка — 9 метров над уровнем моря, расположена в поселении Чан-Шунаан.
Он граничит с другими муниципалитетами Юкатана: на севере с Кансакабом, на востоке с Тепаканом, на юге с Исамалем и Теканто, и на западе с Сумой.

## Учреждение и состав
Муниципалитет был образован в 1918 году, в его состав входит 2 населённых пункта:
| Код INEGI                  | Населённый пункт                                                         | Численность населения (2005 год) | Численность населения (2010 год) |
| -------------------------- | ------------------------------------------------------------------------ | -------------------------------- | -------------------------------- |
| 088                        | Всего                                                                    | 1968                             | 1977                             |
| 0001                       | Тея (исп. Teya) 21°02′56″ с. ш. 89°04′24″ з. д. (административный центр) | 1966                             | 1975                             |
| 0038                       | Чан-Шунаан (исп. Chan Xunaan) 21°02′22″ с. ш. 89°04′55″ з. д.            | 2                                | 2                                |
| Названия на карте Генштаба |                                                                          |                                  |                                  |

## Экономика
По статистическим данным 2000 года, работоспособное население занято по секторам экономики в следующих пропорциях:
- сельское хозяйство и скотоводство — 46,1 %;
- торговля, сферы услуг и туризма — 29,3 %;
- производство и строительство — 23,8 %;
- безработные — 0,8 %.

## Инфраструктура
По статистическим данным 2010 года, инфраструктура развита следующим образом:
- протяжённость дорог: 45,3 км;
- электрификация: 96,5 %;
- водоснабжение: 87,5 %;
- водоотведение: 83,1 %.

## Достопримечательности
В муниципалитете можно посетить церковь Апостола Варнавы.

## Фотографии
- На въезде в Тею
- Заброшенная асьенда Сан-Антонио-Холька